# Haaßeler Bruch
Das Haaßeler Bruch ist ein Naturschutzgebiet in den niedersächsischen Gemeinden Selsingen und Anderlingen in der Samtgemeinde Selsingen im Landkreis Rotenburg (Wümme).
Das Naturschutzgebiet mit dem Kennzeichen NSG LÜ 301 ist etwa 120 Hektar groß. Es wurde ursprünglich zum 1. Februar 2015 ausgewiesen. Am 19. April 2018 wurde die Naturschutzverordnung wegen einer fehlerhaften Verkündigung für unwirksam erklärt. Im April 2019 veröffentlichte der Landkreis Rotenburg (Wümme) als zuständige untere Naturschutzbehörde eine Verordnung zur einstweiligen Sicherstellung des Naturschutzgebietes. Das Naturschutzgebiet wurde schließlich zum 1. Januar 2020 erneut ausgewiesen.

## Beschreibung
Das Naturschutzgebiet liegt nordöstlich von Selsingen. Es stellt ein überwiegend von Wäldern und Grünlandflächen geprägtes Gebiet im Naturraum Beverner Geest als Teil der nach Westen zur Hamme-Oste-Niederung abfallenden Zevener Geest unter Schutz. 
Im Norden des Gebietes verläuft ein naturnahes Bachtal. Hier stocken auf quelligem Grund Waldgesellschaften aus Erlen-Eschenauwäldern und Erlenbruchwäldern mit einem hohen Alt- und Totholzanteil. Die Feuchtwälder gehen auf höheren Standorten in einen Eichenmischwald und Buchenwald mit ihren natürlichen Kraut- und Strauchschichten über. Teilweise stocken auch Kiefern- und Fichtenforste. Nach Süden schließen sich Grünlandbereiche unterschiedlicher Nutzungsgrade sowie eine Ackerfläche, nach Osten auf anmoorigen Standorten artenreiche Feucht- und Nassgrünland an die Waldstandorte an. Das Feucht- und Nassgrünland ist durch naturnahe Feldgehölze und Gräben begleitende Hecken gegliedert und wird extensiv als Mähwiese und Weide genutzt. Der daran nach Südosten angrenzende Bereich des Naturschutzgebietes wird in erster Linie von einem Moor- und Bruchwald auf überwiegend entwässerten Hochmoorstandorten mit Torfstichen geprägt, an die sich ein weiterer Grünlandbereich anschließt. Die Torfstiche sind mit Wasser vollgelaufen, so dass sich das Moor hier langsam regeneriert. An die Moor- und Bruchwälder schließt sich nach Westen eine weitere als Acker genutzte Fläche an.
Die Wälder im Naturschutzgebiet sind Lebensraum für verschiedene waldbewohnende Vogelarten, darunter Klein- und Mittelspecht sowie Hohltaube. Hier kommen auch verschiedene Fledermäuse wie die Bartfledermaus, Breitflügelfledermaus, Großer Abendsegler und Zwergfledermaus vor. Die offenen Grünlandbereiche sind Lebensraum verschiedener Wiesenvögel. So wurden z. B. Großer Brachvogel und Kiebitz als Brutvögel nachgewiesen. Das Vorkommen des Großen Brachvogels ist mittlerweile möglicherweise erloschen. Die Hecken bieten u. a. dem Neuntöter einen geeigneten Lebensraum.
Das Naturschutzgebiet wird überwiegend von Grünland und Ackerflächen umgeben. Im Nordwesten grenzt es an die Kreisstraße zwischen Selsingen und Ohrel. Das Gebiet wird zum Haaßel-Windershuser-Abzugsgraben entwässert. Dieser mündet etwas nördlich der Kreisstraße in den Duxbach, einem Nebenfluss der Bever, die wiederum bei Bremervörde in die Oste mündet.
Im Süden des Naturschutzgebietes ist die Anlage einer Bauschuttdeponie geplant. Die Deponie würde dabei auch Flächen des Naturschutzgebietes beanspruchen.